# Pedro Gomes da Silva, 2.º alcaide de Campo Maior
Pedro (ou Pero) Gomes da Silva (c. 1425 (?) - c. 1465), 2.º alcaide de Campo Maior e de Ouguela, foi um nobre português do século XV. Filho de Rui Gomes da Silva, 1º alcaide de Campo Maior e de sua mulher Isabel de Menezes, filha ilegítima do Conde de Vila Real, pertencia, assim, à linhagem dos Silvas, cuja nobreza remontava ao século X.
Sucedeu a seu pai, depois que este faleceu em finais de 1449, na alcaidaria-mór de Campo Maior, vila fronteiriça alentejana, e foi ainda alcaide de Ouguela.
Em 29 de março de 1465, foi passada a Pero Gomes uma carta de tença de 26 mil reais pelas 2.600 coroas de ouro do seu casamento. Segundo o "Nobiliário Quinhentista" ele foi "demenuydo do saber".
Casou com Maria de Sousa, dama da nobreza local, filha de João Falcão, alcaide de Mourão. 
Não houve descendência deste casamento, pelo que quem veio a suceder nas alcaidarias de Campo Maior e Ouguela foi seu irmão Afonso Teles da Silva, 3.º alcaide de Campo Maior.